# Janusz Jagucki
Janusz Paweł Jagucki (ur. 14 lutego 1947 w Sorkwitach, zm. 13 maja 2025) – polski duchowny luterański, w latach 1976–2000 proboszcz parafii w Giżycku, w latach 2001–2010 biskup Kościoła Ewangelicko-Augsburskiego w RP i wiceprezes Polskiej Rady Ekumenicznej.

## Życiorys

### Rodzina
Syn duchownego luterańskiego Alfreda Jaguckiego i Agnieszki z d. Rynkiewicz, miał dwóch braci i jedną siostrę. Jego brat Walter do 2009 r. był biskupem Kościoła Luterańskiego w Wielkiej Brytanii. Z ramienia Światowej Federacji Luterańskiej został obserwatorem dialogu anglikańsko-metodystycznego.
Był żonaty z Danutą zd. Ferek, miał córkę Katarzynę.

### Działalność do 2000
Studiował teologię na Chrześcijańskiej Akademii Teologicznej, którą ukończył w październiku 1970 roku. 22 listopada 1970 r. został ordynowany na duchownego przez biskupa Andrzeja Wantułę, był wikariuszem parafii w Giżycku, następnie jej administratorem (1973–1976). Od maja 1976 roku proboszcz parafii w Giżycku. Sprawował funkcję administratora parafii w Ełku, Suwałkach (1975–1985) i Rynie (1976–1986), koordynował współpracę z zakonem joannitów w diecezji mazurskiej; członek Synodu Kościoła.

### Biskup
4 listopada 2000 roku Synod Kościoła wybrał księdza Janusza Jaguckiego na zwierzchnika Kościoła. Zgodnie z prawem kościelnym jego kadencja miała trwać 10 lat. 6 stycznia 2001 r. w Warszawie został konsekrowany na biskupa Kościoła Ewangelicko-Augsburskiego w Polsce; zastąpił na tym urzędzie ks. biskupa Jana Szarka.

#### Kwestia współpracy ze Służbą Bezpieczeństwa i odwołanie
2 marca 2007 r. została powołana Komisja Historyczna Kościoła Ewangelicko-Augsburskiego w RP, której celem jest zbadanie zasobów archiwalnych Instytutu Pamięci Narodowej oraz archiwów wewnątrzkościelnych, dotyczących inwigilacji Kościoła Ewangelicko-Augsburskiego przez organa bezpieczeństwa państwa w okresie od 22 lipca 1944 do 31 lipca 1990. Z urzędu był przewodniczącym kolegium tej Komisji do czasu, gdy okazało się, że w archiwach IPN znajdują się dokumenty na jego temat. Zastąpił go biskup Mieczysław Cieślar.
26 września 2008 r. „Rzeczpospolita” ujawniła, że od 1973 do 1990 był zarejestrowany jako tajny współpracownik Służby Bezpieczeństwa o ps. „Janusz”. Jego teczka w IPN o sygnaturze 456/0013/1-3 liczy ponad tysiąc stron. Oprócz informacji spisywanych przez oficerów SB w teczce są podpisane przez ks. Jaguckiego pokwitowania przyjęcia pieniędzy oraz sporządzone własnoręcznie relacje z podróży zagranicznych.
17 kwietnia 2009 r. podczas wiosennej sesji Synodu Kościoła Ewangelicko-Augsburskiego w RP ks. biskup Mieczysław Cieślar poinformował, że według ustaleń Komisji Historycznej Kościoła Ewangelicko-Augsburskiego w Rzeczypospolitej Polskiej: „Nie ma żadnych wątpliwości co do tajnej i świadomej współpracy bp. Jaguckiego. Uzasadnienie zostanie przedstawione członkom Synodu Kościoła, a do nich będzie należała ocena tego faktu”. W trakcie drugiego dnia Synodu 18 kwietnia 2009 roku ks. biskup Janusz Jagucki złożył wniosek o wotum zaufania. Za udzieleniem wotum zaufania opowiedziało się 26 członków synodu, przeciw 31, wstrzymało się 7. W związku z zaistniałą sytuacją Synod postanowił skrócić kadencję bp. Jaguckiego do momentu wyboru nowego biskupa i wprowadzenia go w urząd, czyli do stycznia 2010. Głosowanie nad wotum zaufania dla ks. bp Jaguckiego było pierwszym tego rodzaju głosowaniem w historii polskiego Kościoła Ewangelicko-Augsburskiego. Ponadto Synod Kościoła Ewangelicko-Augsburskiego w tej samej uchwale postanowił o rozpoczęciu procedury wyborczej nowego zwierzchnika Kościoła, tak aby jego wybory odbyły się podczas jesiennej sesji Synodu Kościoła, która odbyła się w dniach 16–18 października 2009 r. w Warszawie.
24 czerwca 2009 r. podczas Ogólnopolskiej Konferencji Duchownych Kościoła Ewangelicko-Augsburskiego we Wrocławiu dokonano typowania kandydatów, spośród których Synod Kościoła wybierze nowego biskupa Kościoła:
- ks. dr Marek J. Uglorz,
- ks. prezes Jerzy Samiec,
- ks. dr Adrian Korczago[13].

17 października 2009 roku w czasie obrad XII sesji Synodu Kościoła wybrano ks. Jerzego Samca na stanowisko Biskupa Kościoła Ewangelicko-Augsburskiego.
Z dniem 6 stycznia 2010 bp Jagucki przeszedł w stan spoczynku. Ostatnie lata życia spędził w Wiśle.
Nabożeństwo żałobne odbyło się w kościele Apostołów Piotra i Pawła w Wiśle. Został pochowany na cmentarzu ewangelickim „Na Groniczku” w Wiśle.